# Hilarigona setulis
Hilarigona setulis är en tvåvingeart som beskrevs av Collin 1933. Hilarigona setulis ingår i släktet Hilarigona och familjen dansflugor. Inga underarter finns listade i Catalogue of Life.